# Klimatåret 2025
Klimatåret 2025 beskriver händelser, forskningsresultat, vetenskapliga och tekniska framsteg och mänskliga åtgärder för att mäta, förutsäga, begränsa och anpassa till effekterna av global uppvärmning och klimatförändringar under 2025.

## Mätningar och statistik

Global yttemperatur i januari, här från 1940. Januari 2025 var den varmaste någonsin.

Forskare inom området extremhändelseattribuering har dragit slutsatsen att under en ettårsperiod som börjar i maj 2024 i praktiskt taget alla länder och territorier i världen har den mänskligt orsakade globala uppvärmningen ökat antalet dagar med extrem värme jämfört med långsiktiga normer.

- 10 januari: en sammanfattning från Copernicus Climate Change Service konstaterade att 2024 var det varmaste året sedan mätningarna började 1850, med en genomsnittlig global yttemperatur som nådde 1,6 °C över förindustriella nivåer, vilket för första gången överträffade 1,5 °C uppvärmningsgränsen i Parisavtalet. Sammanfattningen angav också att 2024 var det andra året i rad med den varmaste globala temperaturen någonsin uppmätt, och överträffade 2023 med +0,12 °C.[3]
- 21 januari: en studie i Nature Climate Change drog slutsatsen att minst 30 % av Arktis nu ger ett nettotillskott av koldioxid.[4]

- 28 januari: en studie publicerad i Environmental Research Letters rapporterade att den globala genomsnittliga havsytetemperaturökningen hade mer än fyrdubblats.[5] Från en ökning på 0,06 K per decennium under 1985–89 till 0,27 K per decennium för 2019–23.[5] Studien förutspår att ökningen under de senaste 40 åren sannolikt kommer att överskridas inom de kommande 20 åren.[5]

- Februari: en sammanfattning från Copernicus Climate Change Service konstaterade att januari 2025 var den januarimånaden med varmast genomsnittlig global yttemperatur sedan mätningarna började 1850.[1]
- 3 februari: en studie med James Hansen som en av författarna publicerad i Environment drog slutsatsen att IPCC hade underskattat den planetkylande strålningsdrivningen av aerosoler. De kom fram till det efter att ha studerat effekterna av den internationella regleringen av maritima aerosolutsläpp som antogs på 2020-talet för att förbättra luftkvaliteten. Denna underskattning av aerosolers effekt sägs orsaka underskattning av klimatkänsligheten. Hansen et al. kommer fram till att denna minskning av aerosoler förklarar den oväntat stora globala uppvärmningen som upplevdes 2023-2024.[6]
- 10 februari: en studie publicerad i Nature Climate Change visade att 2024, det första enskilda kalenderåret över 1,5 °C i förhållande till förindustriella nivåer, är en indikation på att jorden med största sannolikhet redan har gått in i 20-årsperioden som kommer att överstiga Parisavtalets gräns – det vill säga en 20-årsperiod med en genomsnittlig uppvärmning på 1,5 °C.[7]
- 7 mars: en studie av World Weather Attribution drog slutsatsen att i en värmebölja i februari 2025 gjorde klimatförändringarna extrem värme minst 2 °C varmare och minst tio gånger mer sannolikt.[8]
- 21 mars: på den första Världsglaciärdagen (instiftad av FN:s generalförsamling) rapporterade Meteorologiska världsorganisationen att fem av de senaste sex åren sett den snabbaste glaciäråtergången som någonsin uppmätts.[9] 2022–2024 såg dessutom den största treåriga förlusten av glaciärmassa som någonsin uppmätts.
- April: en månadsrapport från Copernicus Climate Change Service visade att utbredningen av havsistäcket i Arktis i mars hade det minsta årliga maximat sedan mätningarna började 1978.[10]
- 14 april: en studie publicerad i Proceedings of the National Academy of Sciences drog slutsatsen att sedan 1940 har den globala uppvärmningen tripplat antalet dagar per år som haven upplever extrema ytvärmeförhållanden.[11] Detta har orsakat en ökning med 1 °C i maximal intensitet av marina värmeböljor.
- 30 maj: en studie som sampublicerades av Climate Central, Climate Centre i Red Cross Red Crescent och World Weather Attribution drog slutsatsen att fyra miljarder människor upplevde minst trettio extra dagar av extrem värme på grund av klimatförändringarna under 2024. Studien visade också att antalet dagar med extrem värme jämfört med en värld utan klimatförändringar ökade till minst det dubbla i 195 länder och territorier.[2]
- 7 juli: en studie publicerad i Nature Geoscience rapporterade att förändringar i långvariga värmeböljor ökar icke-linjärt med temperaturen. Uppvärmningen ökar istället varaktigheten mer än proportionellt.[12]

## Naturliga händelser och fenomen
- 1 januari: en studie publicerad i Science Advances drog slutsatsen att snabbare flöde av Västvinddriften på högre breddgrader förändrar vattenströmmarna runt Antarktis.[13] Detta ökar sannolikt den atmosfäriska nivån av koldioxid och utgör därmed möjligen en kritisk nivå med positiv återkoppling för framtida uppvärmning.[13]
- 6 januari: en studie publicerad i Nature Climate Change konstaterade att den svamppatogen (Entomophaga maimaiga) som framgångsrikt hade kontrollerat avlövning orsakad av fjärilen Lövskogsnunna i nordamerikanska skogar blev mindre effektiv på grund av klimatförändringar som gett varmare och torrare förhållanden. Studien förutspår att Lövskogsnunnans framfart kommer att leda till avsevärt minskad biologisk mångfald i skogen och produktivitet, vilket framgår av den senaste tidens ökning av avlövning.[14]
- 7 januari: NOAA:s Arktiska rapportkort 2024 rapporterade att den arktiska tundraregionen övergått från att lagra kol i marken till att bli en koldioxidkälla (detta inkluderade effekterna av ökade skogsbränder). Dessutom visade den att Arktis förblivit en konsekvent källa till metan. Båda effekterna bidrog med växthusgaser till atmosfären.[15]
- 8 januari: en studie publicerad i Nature drog slutsatsen att en fjärdedel av 23 496 tiofotade kräftdjur, fiskar och trollsländor som studerats, varav några bidrar till att mildra klimatförändringarna, är utrotningshotade.[16] En femtedel av hotade sötvattensarter påverkas av klimatförändringar och svåra väderhändelser.[16]
- 9 januari: en studie publicerad i Nature Reviews Earth & Environment uppskattade att globala 3-månaders och 12-månaders "hydroclimate whiplash"-händelser ökat med 31–66 % respektive 8–31 % sedan mitten av nittonhundratalet.[17] Sådana ökningar förstärker riskerna i samband med snabba svängningar mellan våta och torra tillstånd, inklusive översvämningar, skogsbränder, jordskred och sjukdomsutbrott.[17]
- 21 januari: en studie publicerad i Proceedings of the National Academy of Sciences rapporterade om att sjöar på Grönland genomgått en "abrupt, sammanhängande, klimatdriven omvandling" från "blåa" (mer transparenta) till "bruna" (mindre transparenta) tillstånd. Tillståndsförändringen i dessa system skedde efter en säsong av både rekordvärme och nederbörd. Denna förändring sades förändra "många fysiska, kemiska och biologiska sjöegenskaper", och sades vara utan tidigare motstycke.[18]
- Februari (rapporterat): isbjörnar och grizzlybjörnar lever vanligtvis i åtskiljda livsmiljöer (marina och land). Men den arktiska uppvärmningen har tvingat isbjörnar in i landet till grizzlybjörnars livsmiljöer, där de två arterna parar sig. Deras hybridavkomma (på engelska kallat "grolar bears"  har egenskaper som är dåligt anpassade till både marina eller landhabitat.[19]
- 5 mars: en studie publicerad i Geophysical Research Letters drog slutsatsen att omfördelningen av massa orsakad av smältande inlandsisar och glaciärer kommer att förskjuta jordens rotationsaxel 12–27 meter fram till 2100, beroende på graden av framtida global uppvärmning.[20] Att ändra jordens rotationsaxel påverkar rymdfarkosternas navigering och orienteringen av rymdteleskop.[20]
- 21 april: NOAA bekräftade den fjärde globala korallblekningshändelsen, som de kallade den största hittills. Från 1 januari 2023 till 20 april 2025 hade värmestress på blekningsnivå påverkat 83,7 % av världens korallrevsområden, och masskorallblekning hade dokumenterats i minst 83 länder och territorier.[21]
- 8 juni: en studie i Nature fann en ökande trend av svår torka de senaste åren. Under 2018–2022 var ytan drabbad av torka 74 % större än under perioden 1981–2017. 2022 var ett rekordår, då 30 % av den globala landytan drabbades av måttlig eller extrem torka. Studien fann det sannolikt att trenden kommer att fortsätta med fortsatt uppvärmning.[22]
- 14 juli: en studie publicerad i Communications Earth & Environment undersökte aerosolers kylande effekt på klimatet och hur den har dolt effekterna av den växthusgasdrivna uppvärmningen. Studien visar att den accelererade minskningen av aerosolutsläpp i Östasien "avmaskerar" denna effekt och föreslår att det är troligt att denna minsking är en viktig drivkraft bakom den accelererade globala uppvärmningen sedan 2010.[23]

## Åtgärder och målformuleringar

### Vetenskap och teknologi
- 3 mars: en studie som publicerades i Proceedings of the National Academy of Sciences uppmanade beslutsfattare att omfamna befintliga osäkerheter när de fattar beslut för att öka avkarboniseringen. Studien yrkade på en "portföljstrategi" med plantering av olika trädarter, eftersom det tillvägagångssättet "minskar exponeringen för extrema kostnadsnackdelar".[24]

### Politiska, ekonomiska, juridiska och kulturella handlingar
- 20 januari: några timmar efter sin installation undertecknade USA:s president Donald Trump en presidentorder om att dra landet ur Parisavtalet 2015, och ansluter sig till Iran, Libyen och Jemen som de enda länderna som inte är parter i avtalet.[25]
- 4 mars: USA:s president Donald Trumps administration drog tillbaka landets representanter från styrelsen för FN:s klimatfond för skador och förluster. Fonden bildades för att hjälpa fattiga och utsatta nationer att hantera effekterna från katastrofer orsakade av klimatförändringar.[26]
- 13 mars: Costa Rica-baserade Interamerikanska domstolen för mänskliga rättigheter beordrade den ecuadorianska regeringen att skydda urbefolkningen från oljeutvinning. De beordrades att lämna olja i marken under deras landområden och att säkerställa att framtida oljeutvinning inte påverkar urbefolkningar som lever i frivillig isolering.[27]
- 14 mars: 400 olympiska idrottare från 89 länder och 50 sporter publicerade ett öppet brev till kandidater till ordförande för Internationella olympiska kommittén, där de uppmanade dem att hålla "spelens anda vid liv genom att se till att sporten förblir tillgänglig och säker för framtida generationer".[28]
- 20 mars: Klimatpolitiska rådet överlämnade sin årliga rapport till regeringen.[29][30]
- 7 maj: en studie av ojämlikheter av utsläpp från 1990 till 2020, publicerad i Nature Climate Change, drog slutsatsen att två tredjedelar av den globala uppvärmningen kan tillskrivas de rikaste tio procenten människor, och en femtedel av uppvärmningen kan tillskrivas den rikaste procenten.[31] Många andra jämförelser presenterades också.
- 16-26 juni: 62:a mötet för United Nations Framework Convention on Climate Change i Bonn, Tyskland.[32]
- 23 juli: Internationella domstolen i Haag har, efter en begäran från FN:s generalförsamling[33], gett ett rådgivande utlåtande om staters ansvar med avseende på den globala uppvärmningen.[34] Utlåtandet säger att stater har en skyldighet att agera mot klimatförändringar och att misslyckande kan leda till juridiska konskevenser.[35]
- Juli (tillkännagivet): Stillahavsön Tuvalu, med en genomsnittlig höjd över havet på 2 meter, inleder en plan för att evakuera hela sin befolkning på grund av havsnivåhöjningen.[36] Havet förväntas översvämma större delen av territoriet vid högvatten år 2050. Australien har skapat ett migrationssystem som tillåter 280 tuvaluaner per år att bosätta sig i Australien som permanenta invånare.[37]
- 29 juli: chefen för amerikanska naturvårdsverket, Environmental Protection Agency, tillkännagav att Trump-administrationen upphäver 2009 års konstaterande om hot mot miljöförändringar, vilket drog slutsatsen att de uppvärmande växthusgaserna utgör ett hot mot folkhälsan.[38] Detta konstaterande har varit den vetenskapliga bedömningen som legat till grund för landets rättsliga befogenhet att bekämpa klimatförändringen.[39]

Planerade händelser:
- 10-21 november: Förenta nationernas klimatkonferens 2025 (COP30) i Belém, Brasilien.[40]

## Mänskligt beteende
- 17 april: en studie publicerad i Nature Human Behaviour fann att om man presenterar binära klimatdata för människor, till exempel en sjö som fryser jämfört med att den inte fryser, ökar den upplevda effekten av klimatförändringar avsevärt jämfört med när kontinuerliga data som temperaturförändringar presenteras. Forskarna menar att resultaten bekräftar att den kokande grodeffekten gäller för klimatförändringskommunikation.[41]

## Samstämmighet
- 5 juni: Resultaten av en undersökning i 20 länder som publicerades i Nature Human Behaviour visar ett starkt majoritetsstöd – inklusive 75 % av européerna och hälften av amerikanerna – för Global Climate Scheme (en variant av Cap and Share), en global plan för koldioxidpriser och omfördelning av de insamlade pengarna.[42] Studien fann också ett brett stöd för ökat utländskt bistånd eller en förmögenhetsskatt för att finansiera låginkomstländer.[42]

## Prognoser
- 6 januari: En studie publicerad i Scientific Reports där man jämförde förväntade värmerelaterade dödsfall från klimatförändringar med dödlighetssiffror för covid-19 i 38 städer världen över fann att hälften av de årliga värmerelaterade dödsfallen sannolikt skulle överstiga covid-19 dödstalen inom 10 år om den globala temperaturen stiger med 3,0 °C över förindustriella nivåer. Studien förutspådde att städer i Nordamerika och Europa, särskilt i Medelhavs- och Centraleuropeiska regioner, skulle ha de mest dramatiska ökningarna i beräknad värmedödlighet.[43]
- 3 februari: First Street Foundation, ett företag som modellerar finansiella klimatrisker, beräknade nettoförluster av klimatrelaterade fastighetsvärden för år 2055 i USA.[44] De kom fram till att skadorna där kan uppgå till 1,47 biljoner dollar med hänvisning till ökat försäkringstryck och förändrad konsumentefterfrågan.[44]
- 4 februari: en översiktsartikel publicerad i Nature Reviews Earth & Environment kopplade samman fysisk klimatvetenskap med risk för värmedödlighet. Studien förutspådde att mänskligt orsakad global uppvärmning som når 2 °C över förindustriella nivåer kommer att orsaka en trippling av global landyta som är "okompenserbar" (utöver vilken den mänskliga kroppstemperaturen stiger okontrollerbart) för unga vuxna.[45]
- 20 maj: En studie publicerad i Nature Communications noterade att takten inlandsisar förloras i har fyrdubblats sedan 1990-talet på grund av de nuvarande globala temperaturerna. De drog slutsatsen att om nuvarande globala temperaturer bibehålls kommer de att orsaka flera meters havsnivåhöjning under de kommande århundradena, "vilket orsakar omfattande förluster och skador på kustbefolkningar och utmanar genomförandet av anpassningsåtgärder".[46]
- 28 maj: Meteorologiska världsorganisationen förutspådde risken för att den genomsnittliga globala uppvärmningen för 2025–2029 kommer att vara mer än 1,5 °C till 70 %, en ökning från 47 % i förra årets rapport för 2024–2028.[47]
- 29 maj: en studie publicerad i Science uppskattade att om temperaturen förblir stabil kommer glaciärer globalt att förlora 39 % av den massa de hade 2020.[48] Detta beräknas leda till en havsnivåhöjning på 113 millimeter.[48] Studien noterar att också att om temperaturen lyckas hållas på  Parisavtalets mål om +1,5 °C uppvärmning så beräknas mer än dubbelt så mycket glaciärmassa finnas kvar jämfört med de +2,7 °C som förutspås enligt nuvarande politik (53 % mot 24 %).[48]
- 16 juni: en studie publicerad i Nature Communications fann att högre temperaturer (27,3 °C jämfört med 6,4 °C) var förknippade med en 45 % högre sannolikhet för obstruktiv sömnapné en given natt.[49] Studien beräknade att med en global uppvärmning på ≥1,8 °C kommer det att ske en 1,2- till 3-faldig ökning av obstruktiv sömnapné fram till år 2100.[49]

## Betydande publikationer
- Moon, Twila A.; Druckenmiller, Matthew L.; Thoman, Richard L. (2024) (på engelska). NOAA Arctic Report Card 2024 : Executive Summary. doi:10.25923/B7C7-6431. Arkiverad från originalet den 11 mars 2025. https://web.archive.org/web/20250311065209/https://arctic.noaa.gov/wp-content/uploads/2024/12/ArcticReportCard_full_report2024.pdf.
- ”Obligations of States in Respect of Climate Change / Advisory Opinion” (på engelska) (PDF). Internationella domstolen i Haag. 23 juli 2025. https://www.icj-cij.org/sites/default/files/case-related/187/187-20250723-adv-01-00-en.pdf. (Sammanfattning.)